# 弦楽合奏
弦楽合奏（げんがくがっそう）は、ヴァイオリン属の弦楽器による合奏形式。使用される楽器は、ヴァイオリン、ヴィオラ、チェロおよびコントラバスの4種類。

## 編成の規模
演奏家の人数は合計で12人から21人程度であり、例えば、第1ヴァイオリン6人、第2ヴァイオリン5人、ヴィオラ4人、チェロ4人、コントラバス2人、計21人などである。さらに、大規模なオーケストラにおける弦セクションと同程度の規模の場合もあり、その場合はそれぞれ16・14・12・10・8人の計60人などという編成もある。弦楽合奏曲は指揮者なしで演奏することもある。

## 歴史
弦楽合奏は、クラシック音楽によく見られる編成である。
19世紀には、弦楽セレナードを作曲している作曲家に、チャイコフスキー、ドヴォルザーク、エルガーがいる。そのほか、メンデルスゾーンは弦楽合奏のための交響曲を作曲している。
20世紀には重要な作品が多く、バルトークの『ディヴェルティメント』、ストラヴィンスキーの『ミューズを率いるアポロ』、ブリテンの『シンプル・シンフォニー』などが知られる。ティペットは『2つの弦楽合奏のための協奏曲』を作曲している。

## 管弦楽の一部としての弦楽合奏
リムスキー＝コルサコフは自著『管弦楽法原理』の中で、オーケストラのなかで弦楽器がもっとも基本的で、かつ「聴き疲れしない」音色である、といったことを述べている。
また、管弦楽団の編成としての弦楽器パート一式（一般に第1および第2ヴァイオリン、ヴィオラ、チェロ、コントラバスの5パートからなる）を指して弦五部と呼称される。管楽器・打楽器パートなどは、それぞれの楽器名と数が示される例が多いことに対し、「弦五部」で一括されていることが特徴的である。

## 有名な作曲家と作品

### 弦楽のための作品
- テレマン：ヴィオラと弦楽合奏、通奏低音のための協奏曲
- モーツァルト：アイネ・クライネ・ナハトムジーク、ディヴェルティメントK.136、K.137、K.138
- メンデルスゾーン：弦楽のための交響曲（全13曲）、ヴァイオリンと弦楽のための協奏曲 ニ短調（1822年）、ピアノと弦楽のための協奏曲 イ短調 （1822年）
- ヨハン・シュトラウス2世とヨーゼフ・シュトラウス（共作）：ピチカート・ポルカ、新ピチカート・ポルカ
- チャイコフスキー：弦楽セレナード、弦楽のためのエレジー
- ドヴォルザーク：弦楽セレナード
- グリーグ：2つの悲しき旋律Op.34、組曲『ホルベアの時代から』Op.40、2つのメロディOp.53、2つのノルウェーの旋律Op.63、『ゆりかごの歌』Op.68-5（『抒情小曲集』第9集から）
- パリー：イギリス組曲
- エルガー：弦楽セレナード、序奏とアレグロ、エレジー、ソスピーリ（ため息）
- ディーリアス：歌と踊り、『2つの水彩画』（合唱曲『水の上の夏の夜に歌うこと』のエリック・フェンビーによる編曲）
- リヒャルト・シュトラウス：メタモルフォーゼン
- シベリウス：組曲『恋する人』、ロマンスOp.42、カンツォネッタOp.62a（『クオレマ』から）
- ニールセン：小組曲
- ルーセル：シンフォニエッタ
- ヴォーン・ウィリアムズ：トマス・タリスの主題による幻想曲、ヴァイオリンと弦楽のための協奏曲、『「富める人とラザロ」の5つの異版』、二重弦楽合奏のためのパルティータ、合奏協奏曲
- マックス・レーガー：叙情的アンダンテ 『愛の夢』
- ホルスト：セントポール組曲、ブルック・グリーン組曲
- スーク：弦楽セレナード
- シェーンベルク：『浄められた夜』、弦楽合奏のための組曲ト長調
- カルウォヴィチ：弦楽セレナード
- レスピーギ：『リュートのための古風な舞曲とアリア』第3組曲
- ブリッジ：弦楽のための組曲、弦楽合奏のための『哀歌』：ルシタニア号沈没の犠牲者キャサリンの追憶に、弦楽合奏のためのクリスマス舞曲『サー・ロジャー・ド・カヴァリー』
- ミャスコフスキー：シンフォニエッタOp.32-2、シンフォニエッタOp.68-2
- バルトーク：弦楽のためのディヴェルティメント
- エネスク：弦楽合奏のための2つの間奏曲
- マリピエロ：交響曲第6番（弦楽のための）
- ストラヴィンスキー：バレエ音楽『ミューズを率いるアポロ』、弦楽のための協奏曲（バーゼル協奏曲）
- O・リンドベルイ（英語版）：弦楽のためのアダージョ
- アッテルベリ：弦楽のための交響曲、間奏曲、前奏曲とフーガ、組曲第7番
- ヴィラ＝ロボス：ブラジル風バッハ第9番
- アーサー・ブリス：弦楽のための音楽
- オネゲル：交響曲第2番（通常は任意のトランペットを加える）
- ハウエルズ：弦楽合奏のための協奏曲、弦楽合奏のための組曲第1番
- グーセンス：コンチェルティーノOp.47
- ウォーロック：弦楽セレナード、カプリオール組曲
- ゴードン・ジェイコブ：ヴァイオリンと弦楽器のための協奏曲、チェロと弦楽のための協奏曲、弦楽四重奏と弦楽オーケストラのためのプロ・コルダ組曲
- ヒンデミット：ヴィオラと弦楽合奏のための葬送音楽、5つの小品
- コリリアーノ：交響曲第2番
- コルンゴルト：交響的セレナード
- ウォルトン：『ヘンリィ五世』から弦楽のための2つの小品、弦楽のためのソナタ
- レノックス・バークリー：弦楽のためのセレナード
- ポポーフ：交響曲第3番Op.45
- ティペット：2群の弦楽オーケストラのための協奏曲、弦楽のための小音楽、コレッリの主題による協奏的幻想曲
- アンダーソン：『プリンク・プランク・プルンク』
- ウィリアム・シューマン：弦楽のための交響曲（交響曲第5番）
- ジャゾット：『アルビノーニのアダージョ』
- バーナード・ハーマン：映画『サイコ』の音楽
- ニーノ・ロータ：弦楽のための協奏曲
- セーデルルンド：アレグロ・コンチェルタンテ
- ルトスワフスキ：弦楽のための序曲
- ブリテン：シンプル・シンフォニー、フランク・ブリッジの主題による変奏曲、前奏曲とフーガ、『ラクリメ―ダウランドの歌曲の投影』
- トラスコット：弦楽オーケストラのためのエレジー
- パーシケッティ：弦楽のための交響曲（交響曲第5番）
- マルムレーヴ＝フォシュリング（英語版）：『解放、弦楽のための再生』
- ユリシーズ・ケイ：弦楽のための組曲
- ハリソン：組曲第2番、弦楽のための組曲
- エルトマン：弦楽合奏のためのセレナータ・ノットゥルナ、弦楽合奏のための音楽
- コッコネン：弦楽のための音楽
- 伊福部昭：日本組曲
- 小山清茂：アイヌの歌
- 小倉朗：コンポジション、ソナチネ
- 別宮貞雄：小交響曲
- 芥川也寸志：弦楽のための三楽章（トリプティーク）、弦楽オーケストラのための陰画
- 黛敏郎：弦楽のためのエッセイ、ヴァイオリンと弦楽オーケストラのためのカプリチオ
- 松村禎三：弦楽のためのプネウマ、ピアノと弦楽オーケストラのための朝の歌
- 水野修孝：弦楽合奏のためのシンフォニア、弦楽のための夜の歌、ヴィオラ協奏曲、チェロ協奏曲、打楽器協奏曲、弦楽のための2つの断章、弦楽とピアノのための春のセレナーデ
- A・ラングフォード（英語版）：弦楽オーケストラのためのワルツ
- 武満徹：『弦楽のためのレクイエム』、『地平線のドーリア』、『3つの映画音楽』
- ペンデレツキ：広島の犠牲者に捧げる哀歌
- グレツキ：古風なスタイルによる組曲
- 林光：長岡京弦楽アンサンブルのための3つの映画音楽
- 早川正昭：バロック風日本の四季
- シュニトケ：弦楽のための組曲、ハイドン風モーツァルト、コンチェルト・グロッソ第1・3・4番
- ペルト：弦楽合奏のための聖三祝文、カントゥス―ベンジャミン・ブリテンの思い出に（鐘を伴う）
- 糀場富美子：広島レクイエム
- 西村朗：ヴィオラと弦楽オーケストラのための協奏曲
- 下田雄史：絃楽の為の墓碑銘（エピタフ）
- 江川優里：A Letter to Dear Friends

### 弦楽合奏曲への編曲

#### 弦楽器のみの重奏からの編曲
弦楽四重奏のための作品が弦楽合奏のために編曲されて演奏されることもある。以下は自作を編曲した例である。
- ヴォルフ：イタリアのセレナーデ
- アレンスキー：チャイコフスキーの主題による変奏曲（原曲：弦楽四重奏曲第2番第2楽章 - 編成はヴァイオリン1、ヴィオラ1、チェロ2）
- ベルク：『抒情組曲』からの3楽章
- ヴェーベルン：5つの断章
- プロコフィエフ：アンダンテ（原曲：弦楽四重奏曲第1番第3楽章）
- バーバー：弦楽のためのアダージョ（原曲：弦楽四重奏曲第1番第2楽章）、セレナードOp.1（弦楽四重奏または弦楽合奏のための）
- シベリウス：アンダンテ・フェスティーヴォ（任意でティンパニを伴う）
- ニールセン：アンダンテ・ラメントーソ『若き芸術家の棺の傍らで』
- ウォルトン：弦楽のためのソナタ （原曲：弦楽四重奏曲イ短調、ただし第1楽章は大幅に改作）
- 吉松隆：アトム・ハーツ・クラブ組曲第1番Op.70b（原曲：アトム・ハーツ・クラブ・カルテットOp.70）
  - アトム・ハーツ・クラブ組曲第2番Op.79aはチェロ12重奏版Op.79が原曲である。

弦楽五重奏以上では以下の例がある。
- メンデルスゾーン：弦楽八重奏曲
- シェーンベルク：弦楽六重奏曲『浄められた夜』
- ジョン・アダムズ：七重奏曲『シェイカー・ループス』

他の作曲家によって編曲された例としては以下が挙げられる。
- ベートーヴェン：弦楽四重奏曲第11番『セリオーソ』（マーラー編曲）
- ベートーヴェン：大フーガ（ワインガルトナー編曲）
- シューベルト：弦楽四重奏曲第14番『死と乙女』（マーラー編曲）
- ブラームス：弦楽六重奏曲第2番（アッテルベリ編曲）
- ディーリアス：『去りゆくつばめ』（フェンビー編曲）
- ショスタコーヴィチ：弦楽四重奏曲第8番作品110（バルシャイ編曲）

以下は特に編曲者が記されないことが多い。
- ロッシーニ：6つの弦楽のためのソナタ（原曲の編成はヴァイオリン2、チェロ1、コントラバス1）
- ヴェルディ：弦楽四重奏曲
- チャイコフスキー：弦楽六重奏曲『フィレンツェの思い出』
- コルンゴルト：弦楽六重奏曲
- ガーシュウィン：『ララバイ』

古典派の作品の中には弦楽四重奏と弦楽合奏のどちらのために書かれたのか明確でないものもある。近現代にも、作曲者がどちらでも演奏可能とした作品がある。
- レスピーギ：『リュートのための古風な舞曲とアリア』第3組曲
- ブリテン：シンプル・シンフォニー

#### 合唱曲からの編曲
例は多くないが、無伴奏合唱曲から弦楽合奏曲へ編曲された例もある。
- シベリウス：組曲『恋する人』（楽曲構成を含めて大幅に改作されている）
- ディーリアス：『2つの水彩画』（合唱曲『水の上の夏の夜に歌うこと』のフェンビーによる編曲）

また、ヴィラ＝ロボスの『ブラジル風バッハ第9番』に無伴奏合唱版がある。

#### その他
- グリーグの弦楽合奏曲は、大半が別の楽器などのために書いて発表した自作を編曲したものである。
  - ピアノ独奏曲では、組曲『ホルベアの時代から』を全曲そのまま編曲、『抒情小曲集』から「羊飼いの少年」（後述する『抒情組曲』の一曲）や「ゆりかごの歌」を編曲、また『25のノルウェーの歌と踊り』から2曲を『2つのノルウェーの旋律』として編曲している。
  - またピアノ伴奏歌曲からも『2つの悲しき旋律』や『2つのメロディ』が編曲されている。
- ホルストの『セント・ポール組曲』の終曲は、『吹奏楽のための第2組曲』の終曲を編曲して転用したものである。なお、吹奏楽版を改訂する際には終曲に弦楽合奏版のアイディアを取り入れた。ホルストはまた、ブラスバンドのための『ムーアサイド組曲』を弦楽合奏用に編曲している。
- 武満徹の『3つの映画音楽』は、題名通り武満が作曲した数多くの映画音楽の中から3曲を選んで弦楽合奏のために編曲し、組曲に編んだものである。

### 管弦楽作品の一部
管弦楽の大曲の一部に弦楽合奏のみによる楽章などが設けられることもある。
- ビゼー：『アルルの女』第1組曲 - 「アダージェット」
- グリーグ：『ペール・ギュント』 - 「オーセの死」「アニトラの踊り」（後者はトライアングルのみ加わる）
- グリーグ：抒情組曲 - 第1曲「羊飼いの少年」
- マーラー：交響曲第5番 - 第4楽章（アダージェット）
- ヴォーン・ウィリアムズ：交響曲第8番 - 第3楽章「カヴァティーナ」
- ヒンデミット：シンフォニア・セレーナ - 第3楽章
- ランゴー：交響曲第14番『朝』 - 第2楽章「目立たない朝の星たち」